# Quatro Pontes
Quatro Pontes es un municipio brasileño situado en el estado de Paraná. Según el censo de 2022, tiene una población de 4480 habitantes.
Tiene una superficie de 114.39 km².

## Historia
La localidad de Quatro Pontes surgió en la década de 1950, a través de la colonización organizada por la empresa Industrial Madeireira Colonizadora Río Paraná S/A Maripá, con sede en la ciudad de Toledo. Esta empresa había adquirido, en 1945, los derechos sobre las tierras de la empresa inglesa "Madera del Alto Paraná", con el objetivo de asentar colonos de Rio Grande do Sul y Santa Catarina, principalmente de origen alemán e italiano; comercializar la madera extraída y la producción de las colonias, y establecer núcleos urbanos.

## Localización
Está situado en el extremo oeste del estado de Paraná, en las coordenadas 24º34' de latitud sur y 53º58' de longitud Oeste, a una altitud media de 427 metros sobre el nivel del mar.

## Clima
El clima de la región puede ser clasificado como subtropical húmedo, sin estación seca y veranos cálidos (la temperatura del mes más cálido supera los 28 °C). Las heladas son poco frecuentes, con tendencia a la concentración de las lluvias en los meses de verano. La temperatura media de los meses más fríos es inferior a los 15 °C.

## Hidrografía
Los ríos de la región desembocan directamente en el río Paraná (Lago de Itaipu), perteneciendo a la cuenca hidrográfica "Paraná III", entre las cuencas del río Piquiri, al norte, y la cuenca del Río Iguazú, al sur.